# Crispatotrochus galapagensis
Espèce
Statut CITES
Crispatotrochus galapagensis est une espèce de coraux appartenant à la famille des Caryophylliidae.